# Guillaume-Antoine Calvière
Pour les articles homonymes, voir Calvière.

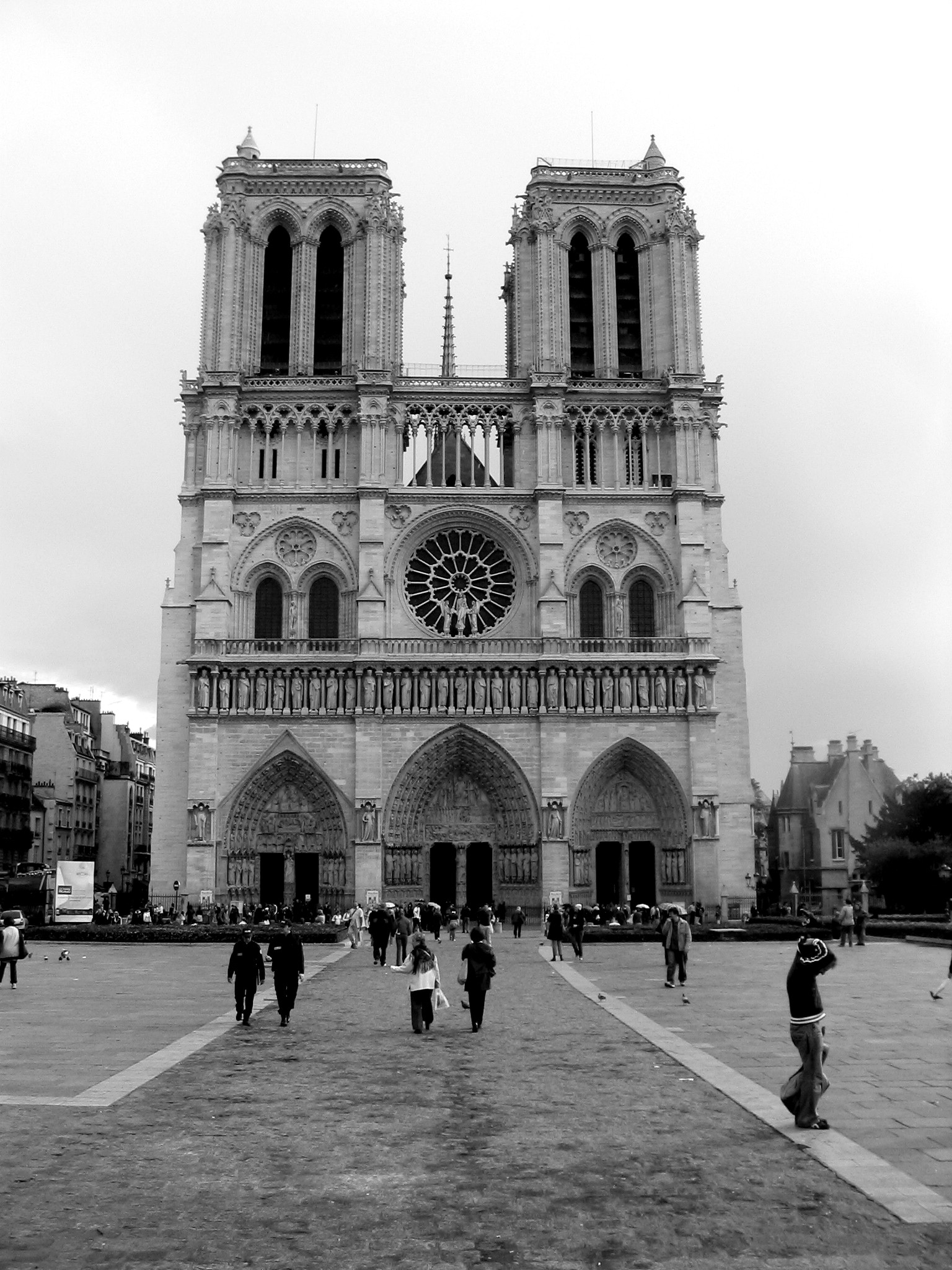
Cathédrale Notre-Dame de Paris

Antoine Calvière (ou Guillaume-Antoine) est un musicien français né à Paris en 1695 et mort en cette même ville le 18 avril 1755.